# The Tenors
The Tenors (anciennement connu sous le nom The Canadian Tenors) est un trio formé de Victor Micallef, Fraser Walters et Clifton Murray. Leur musique est un mélange de classique et de pop.

## Carrière

### Origine du groupe
L'idée de la formation du groupe revient à Jill Ann Siemens, qui a d'abord eu cette idée en 2003. Dans les quatre années suivants cette idée, une série d'essais avec différents individus et différentes voix furent effectués. Le groupe débuta en tant que trio, en 2004, puis dans les deux années suivantes, six des ténors furent renvoyés du groupe ou le quittèrent. (Reference: Victoria Times Colonist, July 5, 2006) Siemens décida de parcourir le Canada à la recherche de nouvelles voix et il choisit alors Jamie, Fraser, Victor et Remigio.
Leur premier album intitulé The Canadian Tenors fut produit en 2005. Les membres du groupe à cette époque étaient Joey Niceforo, Craig Ashton et Leon Leontaridis. (Joey et un ancien membre des ténors, Giovanni Amenta, ont à ce jour fondé Destino, avec Paul Ouellette) (Reference: Victoria Times Colonist, July 5, 2006) En janvier 2009, Jamie McKnight décide de quitter le groupe et Clifton Murray est alors son remplaçant.

### De 2009 à aujourd'hui
En septembre de l'année 2009, le groupe effectua une tournée avec David Foster en tant que première partie. Ils ont aussi chanté O Canada à la Coupe Grey 2009. Le 10 février 2010, les Ténors ont interprété Hallelujah au The Oprah Winfrey Show en compagnie de Celine Dion, venue les surprendre.
À ce jour, le groupe a vendu plus de 80 000 albums au Canada et près de 30 000 aux États-Unis.

### Albums
| Année                                                     | Album | Meilleures positions | Meilleures positions         | Meilleures positions       | Meilleures positions        | Meilleures positions | Certifications (meilleures ventes) |
| Année                                                     | Album | États-Unis           | États-Unis Albums classiques | États-Unis Albums Digitals | États-Unis Albums Chrétiens | CA                   | Certifications (meilleures ventes) |
| --------------------------------------------------------- | --- | -------------------- | ---------------------------- | -------------------------- | --------------------------- | -------------------- | ---------------------------------- |
| 2008                                                      | The Canadian Tenors - Format : CD, téléchargement digital                                                              | 49                   | 1                            | 24                         | 2                           | 22                   | - Ventes Américaines: 28 238       |
| 2009                                                      | The Perfect Gift - Format : CD, téléchargement digital                                                                 | —                    | —                            | —                          | —                           | —                    | - Ventes Canadiennes: 40 000       |
| 2012                                                      | Lead With Your Heart - Sortie : 9 octobre 2012 - Label : Universal, Decca, Verve - Format : CD, téléchargement digital | 21                   | 1                            | -                          | -                           | 3                    |                                    |
| 2015                                                      | Under One Sky - Sortie : 4 mai 2015 - Label : Universal - Format: CD, téléchargement digital                           | 98                   | 1                            | -                          | -                           | 3                    |                                    |
| 2017                                                      | Christmas Together - Sortie : 13 octobre 2017 - Label : Universal - Format: CD, téléchargement digital                 | 28                   | -                            | -                          | -                           | -                    |                                    |
| "—" signifie que l'album ne s'est pas classé aux chartes. | |                      |                              |                            |                             |                      |                                    |

### Singles
| 2008                                          | "The Prayer" | 104 | —   | The Canadian Tenors |
| 2008                                          | "Hallelujah" | 1   | —   | The Canadian Tenors |
| 2010                                          | "Belle"      | —   | 111 | The Canadian Tenors |
| "—" signifie que l'album ne s'est pas classé. |              |     |     |                     |